# باشگاه فوتبال جاردین
باشگاه فوتبال جاردین یک باشگاه فوتبال عضو اتحادیه فوتبال هنگ کنگ در کشور هنگ کنگ می‌باشد. این باشگاه در سال ۱۹۵۱ تأسیس شد و در سال ۱۹۸۲ منحل شد. این تیم ۱ قهرمانی دسته یک و ۳ قهرمانی دسته دو هنگ کنگ را دارد.